# Těškov
Těškov település Csehországban, Rokycanyi járásban. Těškov Mýto, Lhota pod Radčem, Sirá, Osek, Volduchy, Přívětice és Holoubkov településekkel határos. Lakosainak száma 320 fő (2024. január 1.).

## Népesség
A település lakosságának változását az alábbi diagram mutatja:
| Lakosok száma | 719  | 730  | 739  | 442  | 347  | 305  | 304  | 311  | 329  | 320  |
|               | 1869 | 1900 | 1921 | 1961 | 1980 | 2011 | 2016 | 2019 | 2021 | 2024 |